# Драготина
Драготина је насељено мјесто на подручју града Глине, у Банији, Сисачко-мославачка жупанија, Република Хрватска. Село је постојало у континуитету око 300 година до августа 1995. године, када је скоро цјелокупно становништво протјерано.

## Географски положај
Драготина се налази у Банији, 11 km јужно од градића Глине, чијој општини територијално припада. Село се налази на магистралном путу који повезује општинска средишта Глину и Двор.
Основу села чини долина рјечице Маје, надморске висине око 150 m, на коју се са истока спушта неколико брда, висине 200-250 m: Ласновац, Чаире, Пољица, Мијатовац, Косијерак, Језера и Пајдаш. Село има облик заобљеног трокута основе око 4 km (ријека Маја, која иде западном границом села у правцу ЈИ-СЗ) и „висине“ око 3 km.

### Основни географски подаци
- Површина села: око 10 km2.
- Број становника: око 200 (подаци из 2001, 1981. 500 становника).
- Најнижа тачка: 139 m (ушће Јелића Потока у Мају).
- Највиша тачка: брдо Косијерак, 269 m.
- Координате села: 45°16'2" сјеверно и 16°11'4" источно.
- Токови: ријека Маја, Јелића Поток, Бадрића Поток, поток Зелена Улица, Вукичевића Поток.
- Коте: Тавани (157 m), Ласновац (204 m), Чаире (230 m), Пољица (224 m), Велика Госпојина (196 m), Косијерак (269 m).

### Гранична мјеста
Драготина се граничи са шест села глинске општине, и то: Бијеле Воде (С), Мали Градац (СИ), Козаперовица (И), Доњи Класнић (Ј), Дабрина (З) и Маја (СЗ). Магистрални пут пролази кроз Драготину у дужини од око 4 km, углавном долином Маје, 200-300 m од саме ријеке.

## Име
Не зна се поуздано како је Драготина добила своје име. Постоји више верзија, од којих су највјероватније двије.
По првој верзији, село је добило име по рођеним сестрама, Драги и Тини, које су биле оснивачи и први становници.
По другој верзији, име долази од појма драго ти на, у значењу, „ево ти драга", тј. увала, што Драготина на неки начин представља географски, у посјед као слободном војнику (у вријеме Војне крајине), када је село и настало.
Историјска повезаност са селима сличног имена, Драготињом код Приједора и Драготинцима код Петриње, никада није доказана. Село је, додуше, на неким картама из времена Војне крајине, као и у многим документима за вријеме крајишке власти, понекад означено под именом Драготиња.

## Засеоци
Иако магистрални пут кроз село пролази у дужини око 4 km, на њему је смјештено тек 20-ак драготинских кућа. Куће су смјештене углавном по околним брежуљцима, са лијеве стране пута, гледано из правца Глине.
Три главна засеока Драготине су:
- Крајачић. Смјештен је на бријеговима према Бијелим Водама. Основни пут кроз заселак води од раскрснице Винчића Криж у дужини око 1 km, од којег се одвајају мањи путеви. Постоје индиције да је Крајачић некада био посебно село. У Крајачићу има око 50 кућа.
- Зелена Улица. Ово је ушорени дио Драготине, који изгледом подсјећа на панонска села. Зелена Улица се одваја од главног пута у центру села и иде у дужину око километар. Зелена је због зеленила око поточића који вијуга у близини. Има педесетак кућних бројева.
- Вукичевићи. У локалном изговору заселак се зове Вукћевићи, по истоименој породици. Сконцентрисан је око раскрснице Вукћевића Криж, од које се са главног пута одваја локални пут за неколико села, од којих су највећа Мали Градац и Велики Градац. Има тридесетак кућа.

Ту је и низ мањих засеока:
- Гаљени — неколико кућа породице Гаљен на самом улазу у село из правца Глине.
- Узелци, Курепе, Мраовићи (Мраовића Брдо) и Зорићи (Зорића Брдо), дијелови Крајачића названи по породицама које их насељавају.
- Кукићи — неколико кућа породице Кукић и осталих породица у подножју брда Ласновац.
- Куће на ширем потезу Винчића Криж — Ласновац (Зракићи, Павлице, Бадрићи, Јелићи, Огњеновићи...).
- Миљевићи (Миљевића Брдо) — заселак на брду између Крајачића и Зелене Злице, назван по породици Миљевић.
- Бадрићи-Табаци — неколико кућа породица Бадрић и Табак дуж сеоског пута од Миљевића у Зелену Улицу.
- Бадрићи, Пестелеци, Гавриловићи... — дијелови Зелене Улице насељени истоименим породицама.
- Шпановићи — заселак у центру села, који се налази око главног пута и према ријеци Маји, насељен углавном породицом Шпановић.
- Булати — заселак породице Булат од Шпановића према сеоској цркви.
- Тодоровићи — заселак у близини главног пута према Вукичевићима, насељен породицом Тодоровић.
- Гаљени — још један заселак Гаљена, према Вукичевићима, исто углавном уз главни пут.

## Историја
Драготина се као мјесто помиње први пут у 16. вијеку 1563. године, у попису српских насеља јужно од Глине, према тадашњој граници са Турском. Први писани траг о породицама које и данас насељавају село датира из 1689. године. Тада је десет породица затражило насељавање на територији данашњег села, а документ о томе чува се у архиву загребачког Каптола.

### Период Војне крајине
Овај период траје од постанка села па до пред крај 19. вијека. Драготина представља типично крајишко насеље, а територијално припада Банској Крајини, основаној 1704. године. У овом периоду досељава се највећи дио породица, које су све до краја крајишке власти остале углавном у облику кућних задруга. Основна дјелатност, поред војничке службе, је пољопривреда.
Драготина се спомиње 1703. године, о буни крајишника против феудалних власти. Тада је из Драготине нападнуто и освојено од стране побуњеника утврђење Срачица у сусједном селу.
Парохија драготинска основана је средином 18. вијека (по подацима Карловачког Владичанства, 1740. године), а четворогодишња основна школа 1833. године.

### Аусторугарски период
Војна крајина је расформирана 1871. године. Дотадашњи крајишници остају једино сељаци, а војне обавезе према држави замјењују порезне. Крајишко друшто се полако трансформише у модерно, биљежи се пораст броја становника.
Велики пораст становноштва и слаба привреда приморавају многе на одлазак, првенствено у прекоморске земље.
У Првом свјетском рату неки сељаци бивају мобилисани у аустроугарску војску, а има и доста оних који одбијају позив и крију се по околним шумама.

### Период Краљевине Југославије
По завршетку рата, Банија и Драготина улазе у састав Краљевине СХС, потоње Југославије, без већих друштвених промјена. Биљежи се пораст броја становника, пред Други свијетски рат село има око 1.000 житеља.
Такође, миран живот ремети и појава опште несигурности, „хајдука“ и криминалаца.

### Други свјетски рат
Ово је најтежи период у историји села. Драготина улази у састав НДХ. Током рата, готово сва имовина у селу је запаљена. Од усташа гине око 220 људи. Само у два дана, 24. и 25. јула 1941. године, из Драготине је одведено 158 мушкараца старости од 16 до 60 година. Претпоставља се да су сви они бачени у Јадовно. 39 Драготинчана погинуло је у партизанском покрету, а један од погинулих, Илија Шпановић, проглашен је народним херојем. Још 74 особе умрле су током рата (што природном смрћу, што од глади и тифуса). Укупни губици села били су око 340 људи — трећина предратног броја становника.

### Период СФРЈ
У првим годинама послије рата, обнављају се порушена имања. Људи граде привремене колибе, тзв. бајте и економске зграде. Многи, притиснути немаштином, одлазе из села, углавном пут Београда и осталих привредних центара.
У Драготини се 1949. оснива сељачка задруга. Гради се и сеоски друштвени дом. Послије почетног полета, задруга се распада 1953.
Прекретницу у развоју краја чине 60-те године, када се асфалтира магистрални пут који пролази кроз село и врши електрификација. У наредних 20 година биљежи се напредак у свим областима: замјена запрежних возила механизацијом, увођеље водовода у највећи број кућа из околних извора, изградња модерних економских објеката и објеката за становање.
Основу пољопривредне производње чини углавном сточарство: узгој свиња и јунади, те производња млијека. Сточарска производња махом је остварена кроз кооперацију са тадашњим гигантима прехрамбене индустрије, као што су "Гавриловић" из Петриње или "Дукат" из Карловца.
Тако средином осамдамдесетих Драготина производи преко 400.000 литара млијека, преко 1.000 комада свиња и јунади.
Велики број људи запошљава се и у општинском средишту Глини, у „Памучној Предионици“, погону сисачке Жељезаре, цигљани (прекинула са радом 1985.), итд. Број личних аутомобила, трактора, прикључне механизације у крупних кућних уређаја (шпорети, телевизори, фрижидери...) пење се на око 100 у селу које има око 150 домаћинстава.
Па ипак, број становника од рата стално опада. Одсељавање је махом ка великим привредним центрима и у треће земље.

### Рат у Хрватској
Већ крајем 1990. године, становници се самоорганизују у циљу повећања сопствене сигурности. Почетком рата, 1991. Драготина као српско село, улази у састав РСК, гдје остаје до краја рата.
Операцијом Олуја, скоро читаво становништво Крајине, а тиме и Драготине, бива протјерано. У селу остаје свега 15-ак мјештана. Неколико имања је запаљено по уласку хрватских снага. У току рата у Хрватској из Драготине је погинуло 5 особа, од којих три као цивили.

### Драготина данас
Након рата село је опустјело. Досељава се одређени број Хрвата из западне Босне, углавном у боље куће, ближе главном путу. Од 1997. започиње повратак српског становништва. Враћају се углавном старији људи, али и неколико читавих породица. Неки повратници се враћају назад у Србију, или живе „на релацији“ Банија-Србија. Данас село има до 150 сталних становника, махом старијих људи.

## Становништво
На попису становништва 2011. године, Драготина је имала 149 становника.
| Националност       | 1991. | 1981. | 1971. | 1961. |
| Срби               | 484   | 394   | 568   | 621   |
| Југословени        | 4     | 99    | 3     |       |
| Хрвати             | 10    | 4     | 14    | 14    |
| Словенци           |       |       | 1     |       |
| Муслимани          |       |       | 1     |       |
| остали и непознато | 3     | 3     | 10    |       |
| Укупно             | 501   | 500   | 597   | 635   |

| Демографија | Демографија | Демографија |
| Година      | Становника  | Становника  |
| ----------- | ----------- | ----------- |
| 1961.       | 635         |             |
| 1971.       | 597         |             |
| 1981.       | 500         |             |
| 1991.       | 501         |             |
| 2001.       | 182         |             |
| 2011.       |             | 149         |

## Попис 1991.
На попису становништва 1991. године, насељено место Драготина је имало 501 становника, следећег националног састава:
| Попис 1991.‍  | Попис 1991.‍  | Попис 1991.‍ | Попис 1991.‍ | Попис 1991.‍ |
| ------------ | ------------ | ----------- | ----------- | ----------- |
|              |              |             |             |             |
| Срби         | Срби         |             | 484         | 96,60%      |
| Хрвати       | Хрвати       |             | 10          | 1,99%       |
| Југословени  | Југословени  |             | 4           | 0,79%       |
| Румуни       | Румуни       |             | 1           | 0,19%       |
| неопредељени | неопредељени |             | 1           | 0,19%       |
| непознато    | непознато    |             | 1           | 0,19%       |
| укупно: 501  |              |             |             |             |

## Знаменити Драготинчани
- Илија Шпановић (1917 – 1943), народни херој Југославије
- Симо К. Тодоровић (1907 – 2010), политичар
- Ђорђе Личина (1946 – ), српски новинар и публициста

## Извори и литература
- Dragotina: монографија села Драготина, више аутора, Загреб, 1988.
- Дабић, Војин С. (1984). Банска крајина (1688-1751): Прилог историји српског и хрватског народа и крајишког уређења у Банији. Београд-Загреб: Историјски институт & Просвјета.